# Каноны Countryballs

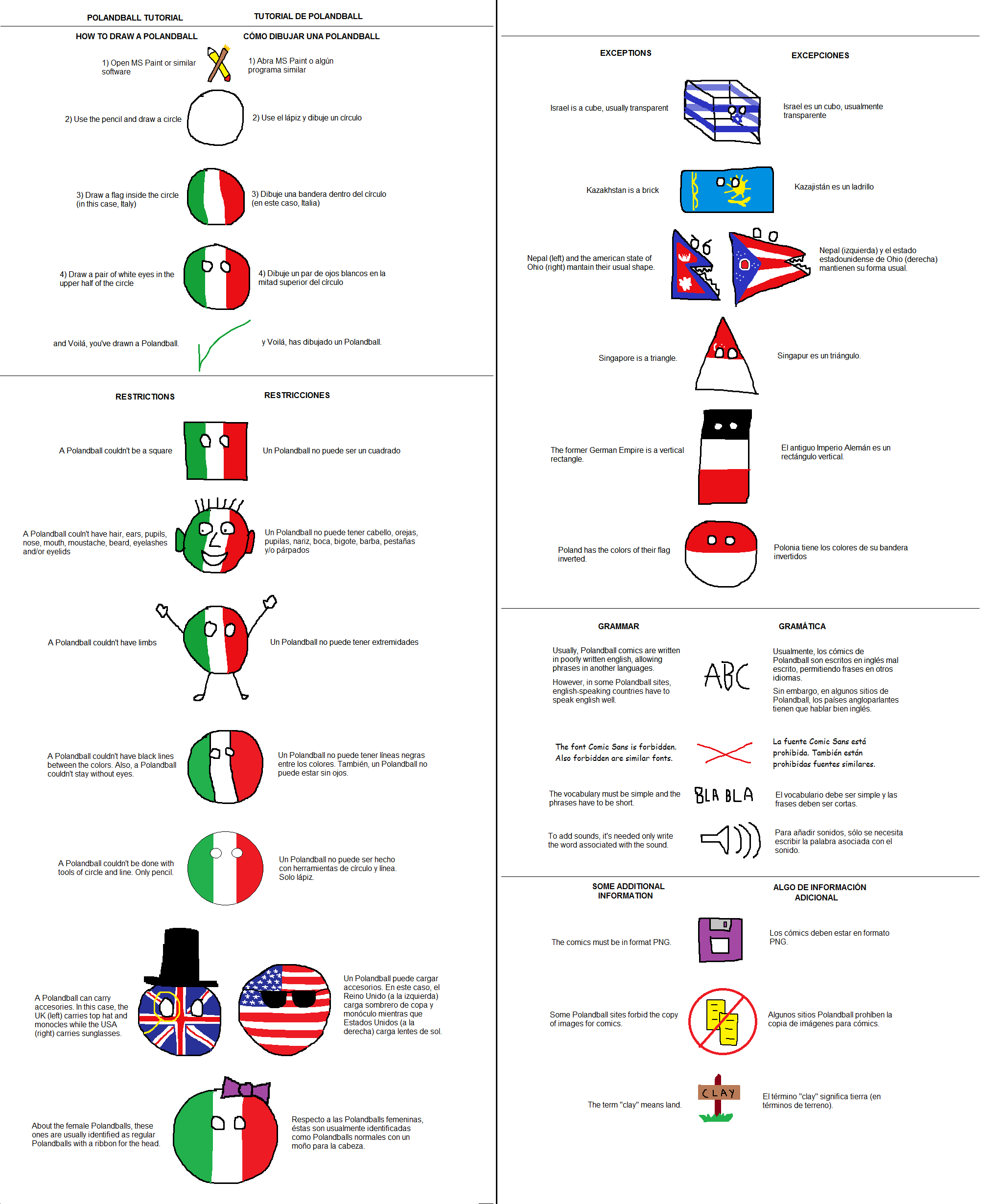
Одно из руководств на английском языке о канонах

В жанре Countryballs (КБ), также известном как Polandball, есть выработанные каноны, которым всем художникам стоит придерживаться. Рисование не по канонам не приветствуется в жанре КБ, ведь это выглядит зачастую неприятно для глаз. Жёсткий контроль Reddit над комиксами Countryballs стал ответом на нестабильный поток комиксов и их изменчивость. Впоследствии были установлены некоторые каноны и условности (например, отсутствие использования инструмента «круг» при рисовании персонажей; использование «ломаного» английского в речи «неанглоязычных» кантриболов; флаг персонажа Polandball всегда изображается перевёрнутым).

## Общая информация

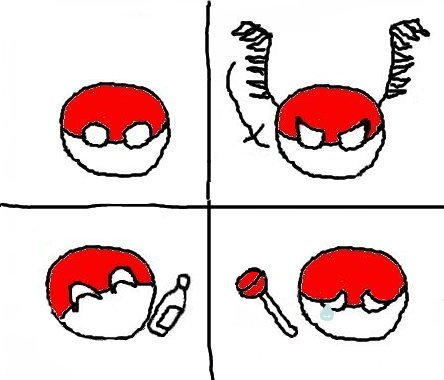
Форма глаз — основной способ выражения эмоций стран-шаров. У шаров, как правило, нет зрачков и бровей, нет рук, ног или рта

Типичное каноничное изображение Countryballs

По канонам Countryballs контуры шара, глаз, флаги, гербы и атрибуты должны рисоваться без использования встроенных в графический редактор инструментов типа «линия», «круг» и тому подобных, а также без вставок картинок из Интернета (флаги, гербы, оружие и прочее). У шара неприемлемо наличие волос, зрачков, ног, рук, рта, бровей и прочих частей тела, наличие линий между цветами флага. Официальное руководство жанра настоятельно рекомендует использовать настоящие цвета флагов страны.
Персонажи, меняя форму глаз, показывают своё эмоциальное состояние: веселье, печалье, гнев и другие эмоции. Кантриболы раскрашены в цвета национальных флагов. Кроме того, могут изображаться отдельные атрибуты, обозначающие принадлежность или поведения кантрибола: головные уборы, предметы (например, оружие) и прочие. Положение государств в мировой политике как раз показано с помощью формы и атрибутики шаров.
Также существует и некий неформальный стиль изображения кантриболов — они зачастую абсолютно незамысловатые и нарисованы с помощью простейших графических инструментов. Есть предположение, что все страны Countryballs по умолчанию идентифицируются как мужские.

## Общеобязательные каноны
| Имя                        | Иллюстрация | Описание (канон и характер) |
| -------------------------- | ----------- | --- |
| Польша (Polandball)        |             | Polandball — самый главный персонаж одноимённых комиксов Polandball. Польша всегда рисуется с перевёрнутым флагом — красный верх, белый низ. Часто изображается с вантузом. |
| Рейхугольник (Reichtangle) |             | Рейхугольник — главный антагонист, персонаж, часто появляющийся в комиксах Polandball и представляющий альтернативную Германию будущего (см. Четвёртый рейх); олицетворяет экспансионистское и империалистическое прошлое бывшей Германии. Он любит пугать все кантриболы, в особенности Польшу, нависая над ним. Рейхугольник грозит съесть или убить Польшу. По ночам ходит в гости к Омской птице. Рейхугольник изображается в качестве вертикального прямоугольника. Данный вид был создан вследствие игры слов (слово «rectangle» означает «прямоугольник» и читается как «ректангл»; отсюда и пошло «рейхтангл»). В виде прямоугольника также изображается просто реваншистски настроенная Германия. Рейхугольник не стоит путать с Германской империей, которая рисуется в форме обычного шара. Персонаж Faceblock (изображение Facebook) также вдохновлён Рейхугольником. |
| Израиль (Israelcube)       |             | Израиль имеет форму гиперкуба (или просто куба) (аллюзия на еврейскую физику). - Форму куба имеет так же Еврейская автономная область (Jewish Autonomous Oblastcube). - Так же изображаются и другие евреи и израильские города. |
| Казахстан (Kazakhbrick)    |             | Казахстан изображается в виде ковра («прямоугольник»), чаще всего в форме кирпича. По одной из версий, такое решение по виду Казахстана было выбрано в связи с комиксом, обыгрывавшим попытки Казахстана присоединиться к БРИКС. Согласно другой версии, это произошло из-за казуса в оформлении — значки на Krautchan.net, обозначавшие, откуда родом пользователь, заменили на круглые, и единственной страной, которой забыли поменять вид значка, был Казахстан. Регионы, города и предки Казахстана так же всегда имеют форму горизонтального прямоугольника. |
| Непал (Nepalrawr)          |             | Непал (в жанре может носить название «Непалозавр») изображается обычным флагом. Его глаза находятся над самим флагом, также он имеет брови и оскал. - Обычным флагом так же изображаются штат Огайо (OhioRawr) и город Тампа (TampaRawr), имея те же особенности, что и у Непала. |
| Сербия (Serbiaball)        |             | Если в правой или левой части флага персонажа есть герб, то тогда его рисуют как повязку. Так, повязка есть у Сербии, Австро-Венгрии и ряда других стран. Австро-Венгрия имеет два герба на своём флаге и, следовательно, изображается с двумя повязками, что характеризует её как «слепую». |
| США (USAball)              |             | США изображаются в чёрных солнцезащитных очках, чтобы показать их «крутость». |
| Великобритания (UKball)    |             | Великобритания чаще всего изображается с шляпой-цилиндром и моноклем. Персонаж может часто держать чашку чая и рассказывать о временах, когда он был сверхдержавой. - Гонконг (Hong Kongball) может носить цилиндр и монокль по аналогии с Великобританией. |
| Сингапур (Tringapore)      |             | Сингапур имеет форму треугольника и называется «Трингапур» (от англ. triangle — «треугольник»). - Также форму треугольника имеют Трилюминати и Бермудские Острова. |
| Мичиган (Michigancube)     |             | Штат Мичиган изображается в форме куба. Его города имеют форму шара. На рисунке Мичиган изображён с юперами (вверху) — жителями Верхнего полуострова Мичигана. |
|                            |             | Для подчёркивания превосходства страны, обусловленной определённым сюжетом, в сравнении с другой можно изобразить «стронговую» страну как прямоугольник или цилиндр. |

## Менее распространённые и/или необязательные каноны

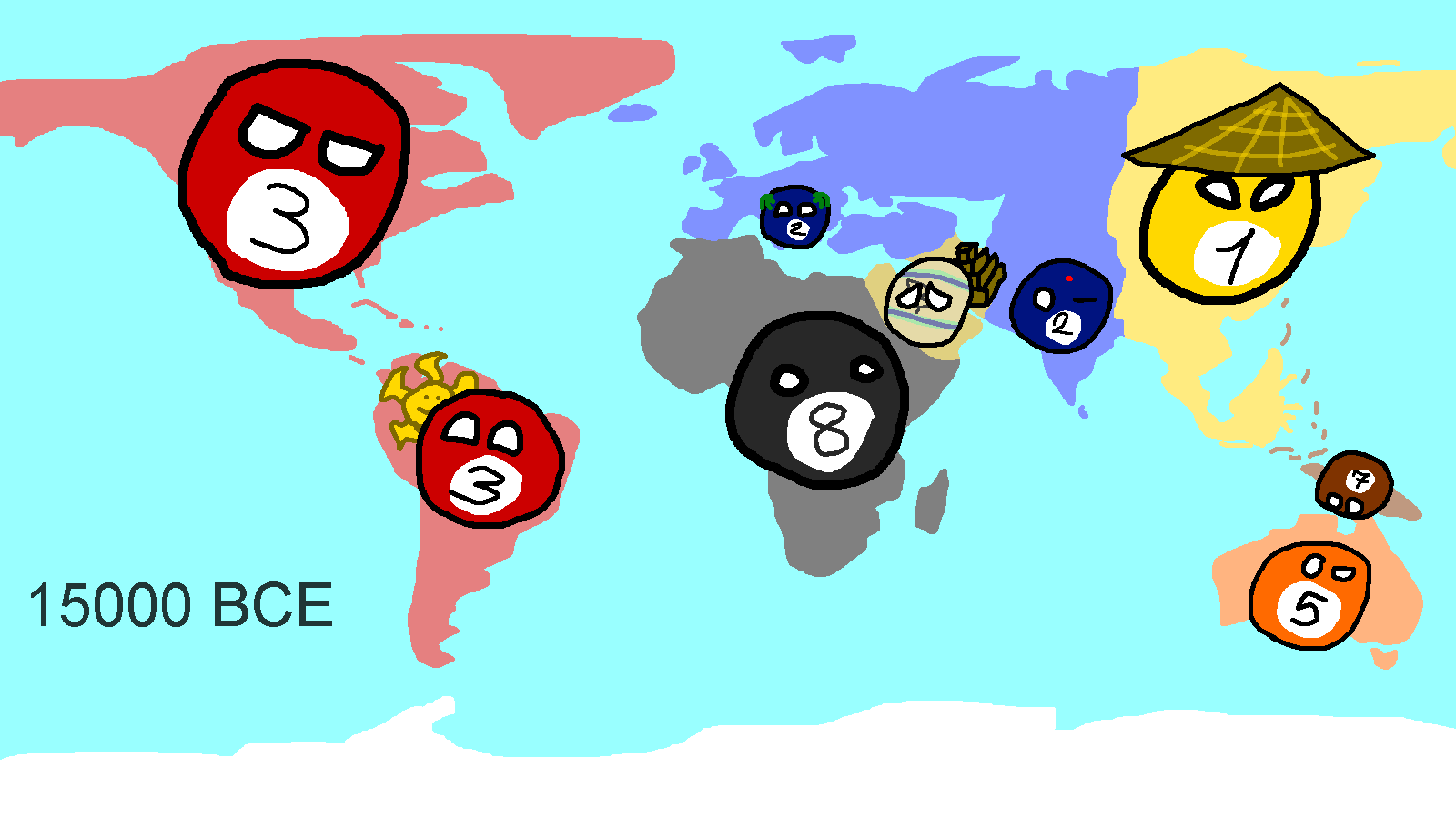
Карта с изображениями кантриболов древних народов и племён

Список приведён в алфавитном порядке.
| Имя                                                  | Иллюстрация | Описание (канон и характер) |
| ---------------------------------------------------- | ----------- | --- |
|                                                      |             | У кантриболов из стран Восточной Азии, таких как Китай и Вьетнам, узкие глаза. |
| Австралия (Australiaball)                            |             | Австралия перевёрнута, так как находится в «нижней части Земли». - Так же перевёрнут и Мадагаскар (Madagascarball). - Ещё Австралия может изображаться в шляпе с пробками. |
| Антарктика (Antarcticaball)                          |             | Антарктика изображается в толстом сине-белом шарфу и специальных очках для защиты от снега. Например Аргентинская Антарктика изображается в голубом шарфу с жёлтым узором и специальных очках для защиты от снега, обычно голубого цвета. На рисунке изображена «семья» Антарктики. |
| Белоруссия (Belarusball)                             |             | У Белоруссии могут быть усы А. Г. Лукашенко и иногда третий глаз, образовавшийся из-за Чернобыльской катастрофы. - Чернобыль также изображается с тремя глазами из-за последствий аварии на атомной электростанции. |
| Бразилия (Brazilball)                                |             | Бразилия изображается с футбольным мячом и постоянно смеётся по-португальски. В комиксах Brazilball представляет свой бразильский юмор, который принимает своеобразную форму zuera. Образ страны характеризуется пародиями на геополитическое, внутреннее и внешнее положение нации, особенно в отношении политики и экономики, как например импичмент президента Бразилии Дилмы Русеф в мае 2011 года. В бразильском коммьюнити не избежали презрения и другие всемирно известные события, такие как чемпионат мира по футболу, прошедший в Бразилии в 2014 году, и Летние Олимпийские игры, прошедшие в стране в августе 2016 года в штате Рио-де-Жанейро. |
| Ватикан (Vaticanball)                                |             | Ватикан носит тиару. |
| Венецианская республика (Republic of Veniceball)     |             | Венецианская республика изображается в качестве бахромы с щупальцами. |
| Гданьск (Gdanskball)                                 |             | Гданьск изображается без правого глаза. Считается, что он потерял его в начале Второй мировой войны. |
| Гетманщина (Cossack Hetmanaterawr)                   |             | Гетманщина и другие страны/регионы с флагами нестандартной формы изображаются в виде «подпиленных» с правой стороны прямоугольников. |
| Канада (Canadaball)                                  |             | Канада и Квебек (Quebecball) могут носить енотовую шапку. |
| Китай (Chinaball)                                    |             | Китай может изображаться в кепке Мао Цзэдуна. |
| Латвия (Latviaball)                                  |             | Атрибут Латвии — картофель. |
| Мексика (Mexicoball)                                 |             | Мексика может носить сомбреро. |
| Монако (Monacoball)                                  |             | Монако приходится носить солнцезащитные очки, дабы её не спутали с Польшей и Индонезией. |
| Нидерланды (Netherlandsball)                         |             | Нидерланды почти всегда на наркотиках (из-за этого у них розовые или фиолетовые глаза), любят свои тюльпаны и ветряные мельницы, а также любят воровать «глину» (землю) у моря. |
| Речь Посполитая (Polish-Lithuanian Commonwealthball) |             | Речь Посполитая изображается с крыльями своих крылатых гусаров. |
| Россия (Russiaball)                                  |             | Россия в качестве национальных атрибутов может использовать шапку-ушанку с красной звездой или военной кокардой на ней (также может носить балалайку). |
| Румыния (Romaniaball)                                |             | У Румынии может не быть тени, так как она вампир. |
| Саудовская Аравия (Saudi Arabiaball)                 |             | Саудовская Аравия и другие страны Персидского залива могут носить куфию или икаль. |
| Сибирь (Siberiaball)                                 |             | Сибирь изображается с бородой и в меховой шапке. |
| Сомали (Somaliaball)                                 |             | Сомали носит на одном из своих глаз пиратскую повязку, а на голове имеет пиратскую шляпу. |
| СССР (Soviet Unionball)                              |             | СССР изображается в ушанке с усами И. В. Сталина и курительной трубкой. |
| Украина (Ukraineball)                                |             | Украина иногда изображается с усами (если выступает в роли мужского персонажа) или с украинским венком (если выступает в роли женского персонажа), чубом и шашкой. |
| Финляндия (Finlandball)                              |             | Финляндия бывает пьяной и легко выводимой из себя. Обычно у неё есть с собой финский нож и водка. Финляндия часто пьёт водку, находится в нетрезвом состоянии, носит нож или пистолет и не показывает никаких счастливых выражений лица. Также она ненавидит Россию и СССР. Эстония — «младшая сестра» персонажа, которой Финляндия не очень гордится. Сама Эстония хочет быть скандинавской страной, но ей это не разрешено. |
| Франция (Franceball)                                 |             | Франция всегда немедленно сдаётся, что является отсылкой на очень быстрое поражение Франции в 1940 году от рук Нацистской Германии. Персонаж может носить берет на голове и изображаться с изогнутыми усами, а также носить шляпу императора Наполеона I. |
| Чад (Chadball)                                       |             | Чад носит чёрные линзы с белой восьмеркой в центре, дабы никто не перепутал его с Румынией. |
| Чили (Chileball)                                     |             | Чили часто рисуется в «змеиной» форме («чиличервь»). |
|                                                      |             | Швеция (Swedenball) и другие скандинавские страны, такие как Норвегия (Norwayball), Дания (Denmarkball), Исландия (Icelandball), часто имеют атрибуты викингов (к примеру шлем с рогами). - Также Швеция может носить алмазную броню и иметь при себе кирку или меч, что является отсылкой к компьютерной игре Minecraft, созданной в Швеции. |

## Нестандартные кантриболы
В Countryballs был принят ряд условных изображений представителей различных народов и племён, которые не имеют флагов и государственности как таковой, и других сущностей (0 — ангелы, 1 — азиаты, 2 — древние европейцы, 3 — индейцы, 4 — доисторические племена, 5 — австралийцы, 6 — пришельцы, 7 — южные азиаты, 8 — темнокожие, 9 — зомби или мутанты, β — древние греки, ᛟ — германские племена, −8 — члены Ку-клус-клана). Кубом могут быть изображены какие-либо политические партии или организации, замешанные в конспирологических теориях.

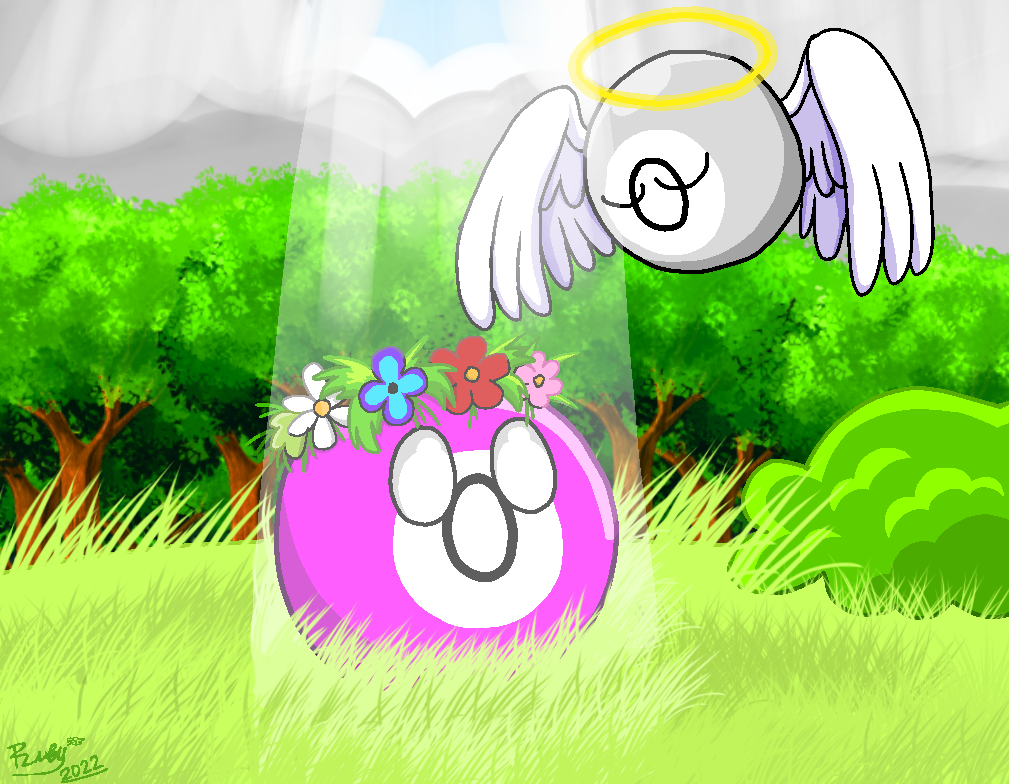
Под цифрой 0 изображаются ангелы, Адам или Ева
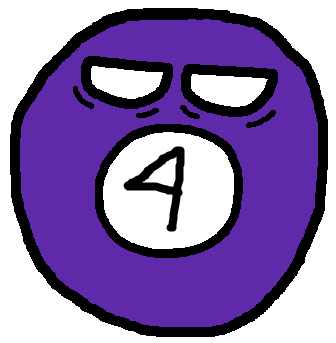
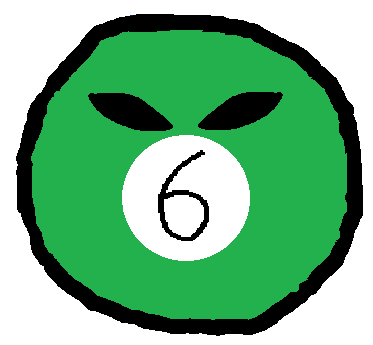
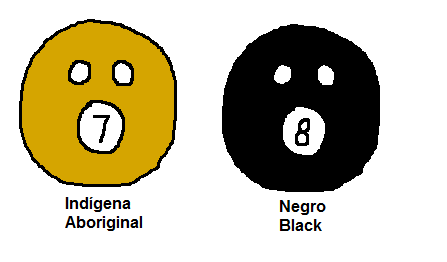
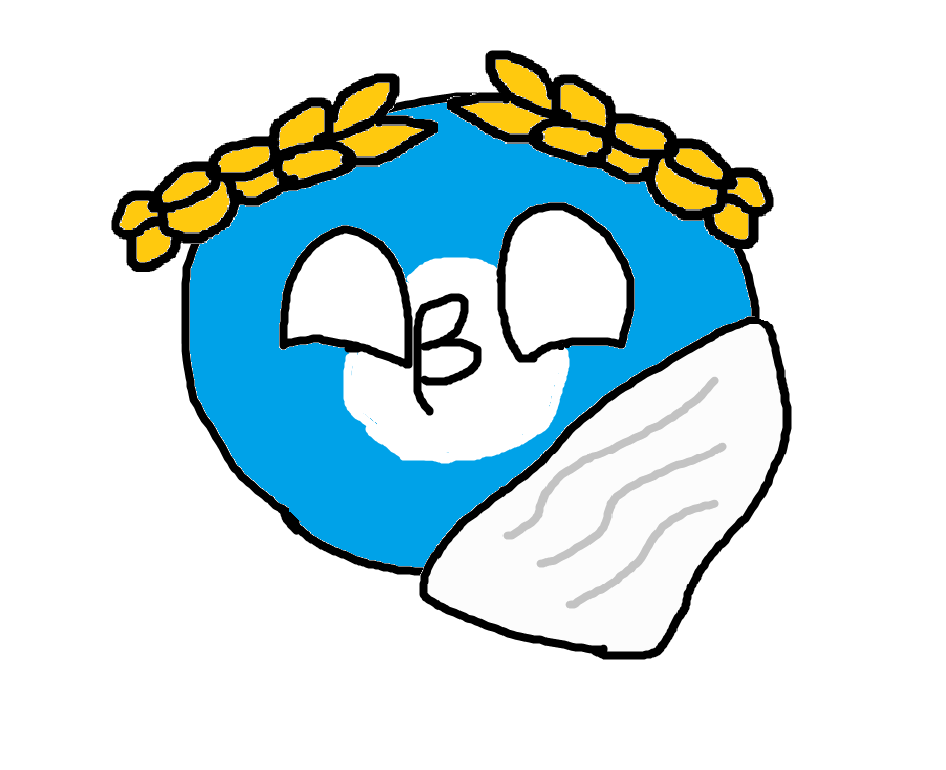
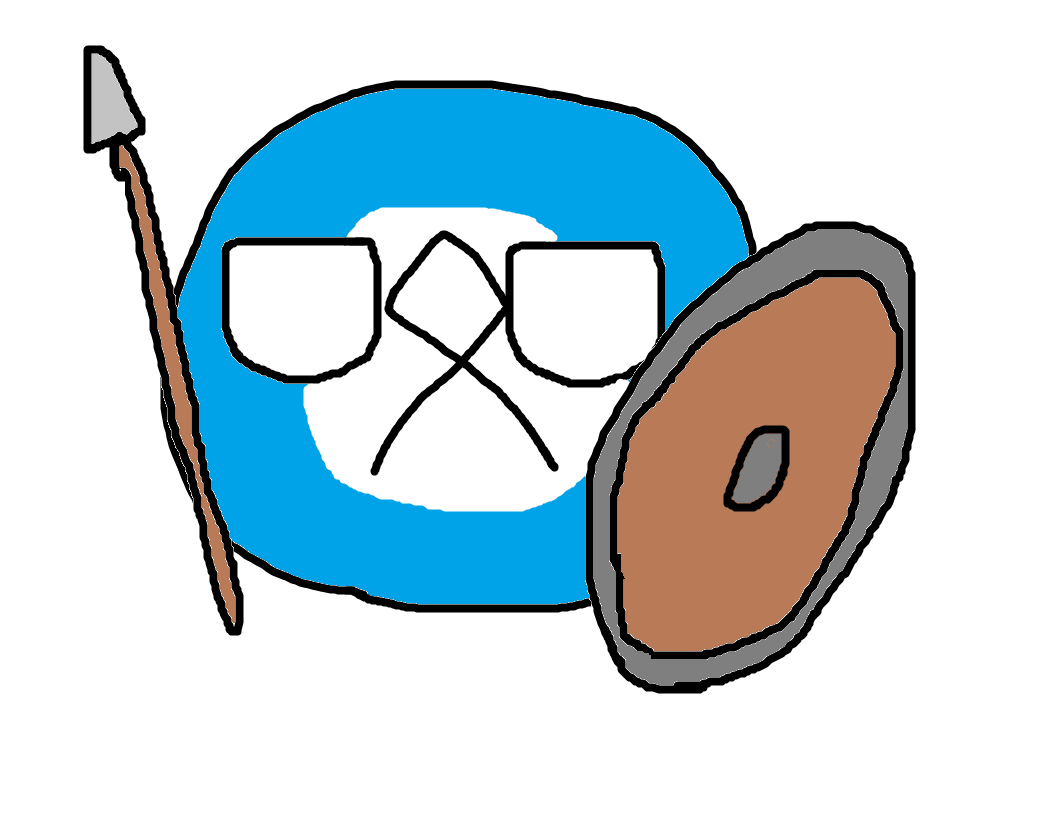

Помимо стран и отдельных сущностей, в редких случаях в виде кантриболов могут изображаться идеологии. Например стоит отметить мем «Ржумен-анкап», который часто используется, когда необходимо показать либертарианца.